# King Kong Groover
Albums de Babylon Zoo
The Boy With The X-Ray Eyes
(1996) Cold Clockwork Doll
King Kong Groover est le second album du groupe britannique Babylon Zoo. Il est sorti en 1999.

## Pistes
Toutes les chansons sont écrites et composées par Jas Mann.
| No  | Titre                                                                                      | Durée |
| --- | ------------------------------------------------------------------------------------------ | ----- |
| 1.  | All the Money's Gone                                                                       |       |
| 2.  | Manhattan Martian                                                                          |       |
| 3.  | Honaloochie Boogie                                                                         |       |
| 4.  | Honeymoon in Space                                                                         |       |
| 5.  | Stereo Superstar                                                                           |       |
| 6.  | Chrome Invader                                                                             |       |
| 7.  | Bikini Machine                                                                             |       |
| 8.  | Are You a Boy or a Girl                                                                    |       |
| 9.  | Hey Man                                                                                    |       |
| 10. | Aroma Girl                                                                                 |       |
| 11. | Cosmic Dancer (uniquement sur la version japonaise)                                        |       |
| 12. | The Boy with the X-Ray Eyes (Armageddon Babylon mix) (uniquement sur la version japonaise) |       |